# Elitserien i volleyboll för damer 2010/2011
Elitserien i volleyboll för damer 2010/2011  vanns av Katrineholms VK. Serien bestod enbart av nio lag då kvalificerade Elverket dragit sig ur strax före seriestart och inga av de lag som erbjöds ta över lagets plats var villiga att göra det.

## Tabell
Lagen spelade en hemma- och en bortamatch mot all övriga lag.
| Pos | Lag                | M  | V  | F  | P  | SV | SF | SK    | BV   | BF   | BK    | Kvalificering |
| --- | ------------------ | -- | -- | -- | -- | -- | -- | ----- | ---- | ---- | ----- | ------------- |
| 1   | Engelholms VS      | 16 | 14 | 2  | 40 | 43 | 13 | 3,308 | 1348 | 1048 | 1,286 | Slutspel      |
| 2   | Katrineholms VK    | 16 | 13 | 3  | 40 | 44 | 14 | 3,143 | 1377 | 1146 | 1,202 | Slutspel      |
| 3   | Sollentuna VK      | 16 | 12 | 4  | 33 | 38 | 26 | 1,462 | 1384 | 1324 | 1,045 | Slutspel      |
| 4   | Lindesbergs VBK    | 15 | 11 | 4  | 32 | 37 | 16 | 2,313 | 1259 | 1083 | 1,163 | Slutspel      |
| 5   | Hylte/Halmstad VBK | 16 | 7  | 9  | 22 | 27 | 33 | 0,818 | 1259 | 1342 | 0,938 | Slutspel      |
| 6   | Svedala Volley     | 16 | 5  | 11 | 15 | 19 | 36 | 0,528 | 1103 | 1276 | 0,864 | Slutspel      |
| 7   | RIG Falköping      | 15 | 4  | 11 | 12 | 17 | 35 | 0,486 | 1055 | 1179 | 0,895 | Slutspel      |
| 8   | Örebro Volley      | 16 | 3  | 13 | 11 | 15 | 40 | 0,375 | 1099 | 1247 | 0,881 | Slutspel      |
| 9   | Gislaveds VBK      | 16 | 2  | 14 | 8  | 15 | 42 | 0,357 | 1106 | 1315 | 0,841 |               |

## Slutspel
|  | Kvartsfinaler              | Kvartsfinaler                 |                             |   | Semifinaler | Semifinaler |  |  | Final | Final |
|  |                            |                               |                             |   |             |             |  |  |       |       |
|  | 13, 16 och 20 mars         |                               |                             |   |             |             |  |  |       |       |
|  |                            |                               |                             |   |             |             |  |  |       |       |
|  | Engelholms VS              | 3                             |                             |   |             |             |  |  |       |       |
|  | Engelholms VS              | 3                             | 27 och 30 mars, 3 april     |   |             |             |  |  |       |       |
|  | Hylte/Halmstad VBK         | 0                             |                             |   |             |             |  |  |       |       |
|  | Hylte/Halmstad VBK         | 0                             | Engelholms VS               | 3 |             |             |  |  |       |       |
|  | 12, 16 och 19 mars         |                               | Engelholms VS               | 3 |             |             |  |  |       |       |
|  |                            | Sollentuna VK                 | 0                           |   |             |             |  |  |       |       |
|  | Sollentuna VK              | Sollentuna VK                 | 0                           | 3 |             |             |  |  |       |       |
|  | Sollentuna VK              |                               | 10, 14, 17, 20 och 22 april | 3 |             |             |  |  |       |       |
|  | Svedala Volley             | 0                             |                             |   |             |             |  |  |       |       |
|  | Svedala Volley             | 0                             | Engelholms VS               | 2 |             |             |  |  |       |       |
|  | 13, 16, 20, 22 och 24 mars |                               | Engelholms VS               | 2 |             |             |  |  |       |       |
|  |                            | Katrineholms VK               | 3                           |   |             |             |  |  |       |       |
|  | Lindesbergs VBK            | Katrineholms VK               | 3                           | 3 |             |             |  |  |       |       |
|  | Lindesbergs VBK            | 27 och 30 mars, 1 och 5 april |                             | 3 |             |             |  |  |       |       |
|  | RIG Falköping              | 2                             |                             |   |             |             |  |  |       |       |
|  | RIG Falköping              | 2                             | Lindesbergs VBK             | 1 |             |             |  |  |       |       |
|  | 13, 16 och 20 mars         |                               | Lindesbergs VBK             | 1 |             |             |  |  |       |       |
|  |                            | Katrineholms VK               | 3                           |   |             |             |  |  |       |       |
|  | Katrineholms VK            | Katrineholms VK               | 3                           | 3 |             |             |  |  |       |       |
|  | Katrineholms VK            |                               |                             | 3 |             |             |  |  |       |       |
|  | Örebro Volley              | 0                             |                             |   |             |             |  |  |       |       |
|  | Örebro Volley              | 0                             |                             |   |             |             |  |  |       |       |

- Slutspelet spelas i bäst av 5 matcher